# Шарлата (Поморське воєводство)
Шарлата (пол. Szarłata, нім. Charlotten) — село в Польщі, у гміні Пшодково Картузького повіту Поморського воєводства.
Населення — 600 осіб (2011).
У 1975-1998 роках село належало до Гданського воєводства.

## Демографія
Демографічна структура станом на 31 березня 2011 року:
|          | Загалом | Допрацездатний вік | Працездатний вік | Постпрацездатний вік |
| -------- | ------- | ------------------ | ---------------- | -------------------- |
| Чоловіки | 306     | 73                 | 206              | 27                   |
| Жінки    | 294     | 65                 | 176              | 53                   |
| Разом    | 600     | 138                | 382              | 80                   |